# Formica accreta
Formica accreta es una especie de hormiga del género Formica, tribu Formicini. Fue descrita científicamente por Francoeur en 1973.
Se distribuye por Canadá y los Estados Unidos. Se ha encontrado a elevaciones de hasta 3320 metros. Mide 4-5 milímetros y es de color negro. Vive en microhábitats como piedras, rocas, madera muerta y el forraje.